# 苏波莫
蘇波莫（1903年1月22日—1958年9月12日），已故印度尼西亞（印尼）政治人物，穆斯林，曾於1945年8月19日至11月14日期間在總統內閣當中擔任印尼首任司法部長，並於1949年12月20日至1950年9月6日期間重新擔任這項職務。

## 生平
蘇波莫在1903年1月22日生於荷屬東印度梭羅駐紮地蘇科哈爾佐（Soekohardjo, Residentie Soerakarta；今屬中爪哇省）。他出身貴族，祖父和外祖父都是政府高官。
蘇波莫在1917年入讀波約拉利（Bojolali）歐洲人小學（Europeesche Lagere School），至1920年轉往梭羅初級中學（Meer Uitgebreid Lagere Onderwijs）就讀。他於1923年遷往巴達維亞（今雅加達），入讀巴達維亞法學院（Bataviasche Rechtsschool），畢業後他先到梭羅一家法院任職，再到荷蘭萊頓大學深造三年，師從法學家科內利斯·范·佛倫霍芬，至1927年畢業。他的畢業論文以《梭羅地區農業制度改革》（"Reorganisatie van het Agrarisch Stelsel in het Gewest Soerakarta"）為題，既介紹了梭羅的農業制度，也對荷蘭殖民主義作出含蓄的批評。
蘇波莫在從荷蘭返回東印度群島之後成為日惹一家法院的職員，並於其後轉到巴達維亞的律政署任職。在此期間，他也在巴達維亞高等法律學院擔任客席講師這份兼職。他還參加了青年組織「爪哇青年」（Jong Java），並於1928年的婦女大會上與阿里·沙斯特羅阿米佐約共同宣讀一篇由他撰寫，名為《法律當中的印尼婦女》（Perempuan Indonesia dalam Hukum）的論文。
蘇波莫在荷屬東印度日據時期臨近尾聲之際成為獨立準備調查會和獨立準備委員會的委員，並由於擁有法學知識而有機會與蘇卡諾和穆罕默德·亞明進行制定該國憲法的工作。獨立後，他曾經在1945年8月19日至11月14日期間和1949年12月20日至1950年9月6日期間兩度擔任司法部長。
司法部長任期屆滿後，蘇波莫曾經到日惹加查馬達大學（1946年）、印度尼西亞大學（1956年）、雅加達高級警政學校（1956年）等院校擔任教授，並先後出任印度尼西亞大學校長（1951年－1954年）、印尼駐英國大使（1954年－1956年）、國家憲政事務委員會委員（1958年）等職務。他在1958年9月12日於雅加達逝世。

## 榮譽
蘇卡諾總統在1965年5月14日向蘇波莫追授印度尼西亞民族英雄稱號。

## 備註
1. ↑  稱謂一般帶上他的頭銜、學位、尊稱等，為蘇波莫教授、博士兼法學碩士。

## 註腳
1. 1 2 3 4 5 6 7  Bahari 2011，第12頁.
2. 1 2 3  Pemprov DKI Jakarta, Supomo.
3. 1 2 3  Bahari 2011，第13頁.
4. ↑  Embassy of Indonesia, Indonesian Ambassadors.
5. ↑  Soegito 1977，第40頁.
6. ↑  Sekretariat Negara Indonesia, Daftar Nama Pahlawan (1).